# Sonja Graf
Sonja Graf ou Graf-Stevenson est une joueuse d'échecs allemande puis américaine née le 16 décembre 1908 et morte le 6 mars 1965. Elle fut une des meilleures joueuses du monde dans les années 1930 et 1940 et disputa deux matchs pour le championnat du monde d'échecs féminin contre Vera Menchik en 1934 et 1937. En 1939, après le Championnat du monde féminin à Buenos Aires, elle décida de rester en Argentine puis émigra aux États-Unis. Elle remporta le championnat féminin américain à deux reprises (en 1957 et 1964). Elle était l'épouse du marin Vernon Stevenson qu'elle épousa en 1947.
En 1956, elle participa au tournoi de candidates de Moscou et marqua la moitié de points (9,5 / 19).